# Asota biformis
Asota biformis là một loài bướm đêm trong họ Erebidae.